# María del Pilar Contreras de Rodríguez
María del Pilar Contreras y Alba de Rodríguez (Alcalá la Real, 12 de octubre de 1861-Madrid, 1930), que a raíz de su matrimonio firmó como María del Pilar Contreras de Rodríguez, fue una escritora y compositora española, que destacó en el género lírico, en poesía y en el periodismo.

## Biografía
Nació en Alcalá la Real, el 12 de octubre de 1861 en el seno de una familia burguesa alcalaína. Estudió Magisterio en Jaén, y allí, con diecisiete años, fundó el periódico La Verdad en el que se publicaron sus primeros ensayos poéticos.
Se casó con Agustín Rodríguez Martín, también alcalaíno y vicecónsul del Perú. Con él tuvo cuatro hijos, Pilar, Pedro, Mercedes y Dolores. A raíz de su matrimonio, suprimió su segundo apellido, Alba, poniendo en su lugar el primero de su esposo, Rodríguez, con el que firmó y mandó imprimir muchas de sus obras.
En 1878 fue premiada en la Exposición Provincial celebrada en Jaén por sus valses Cástor y Pólux. Más tarde compondría la música de la zarzuela Entre castaños, con letra de Pérez Giralde y J. Vázquez, la de la ópera La Virgen del Torrente y los himnos A la Caridad, A la Patria, A Cervantes, Al trabajo, y A Villacarrillo.
En 1890 se trasladó a vivir a Madrid donde dirigió el periódico El Amigo del Hogar (1880-1881), pero siguió muy relacionada con Alcalá la Real, su lugar de nacimiento.
En 1906 pronunció una conferencia en la Unión Iberoamericana sobre «La música: su influencia en la educación popular: su importancia en nuestras relaciones con los pueblos ibero-americanos».
Fue la autora del himno cantado por los niños de la Escuela Modelo en a plaza del Dos de Mayo de Madrid, con motivo del I Centenario de la Guerra de la Independencia.
Recibió distinciones en los certámenes del Centro Artístico de Granada (1910), Córdoba (1915). En Cartagena (1916) recibió el premio Científico-Literario por La Cruz Roja española, libro de poemas que comienza con un canto a la reina Victoria Eugenia: «Grande os vio vuestro pueblo, gran Señora...».
En 1919 se le concedió la Cruz de Alfonso XII, sufragada por suscripción popular en su pueblo natal.
Sufrió miopía desde joven, que fue degenerando en ceguera en los últimos años de su vida. Falleció en Madrid en 1930.

## Obra
Estamos ante una autora muy prolija, cuya poesía está inmersa en la corriente conservadora e ideológica de su tiempo. Algunos de los títulos de sus poemas, así como los primeros versos nos dan buena muestra de ello. En su libro A través de mis lentes, se define como: «Yo soy, nadie lo ignora, / esposa y madre injerta en escritora...». No faltó en su repertorio la poesía de circunstancias, ver arriba el poema dedicado a la reina, o las alabanzas y remembranzas de su villa natal.
En 1881 gozaba ya de cierta popularidad, por lo que fue invitada a participar en la obra colectiva Las mujeres españolas, americanas y lusitanas pintadas por sí mismas, dirigida por Faustina Sáez de Melgar, en la que participa con los capítulos dedicados a las figuras de «La solterona» y «La poetisa de pueblo».
Entre sus obras musicales destacan las zarzuelitas para niños, como Niños y flores, estrenada en el solemne acto de reparto de premios en junio de 1913 en la Casa Central de María Inmaculada, y entre todas ellas el Teatro para niños, publicada entre 1910 y 1917. Obra en seis tomos en colaboración con la dramaturga Carolina de Soto y Corro. La mayor parte de esta producción está destinada a la conmemoración de efemérides y aniversarios escolares, lo que le dio gran popularidad entre el público infantil. Se trata de un teatro didáctico y moralizante, anclado en su ideología católica, conservadora y en ocasiones reaccionaria.
Su libro Muñecos y muñecas o Las niñas en el bazar (1917) es una zarzuela en verso en un acto. Trata de los sueños de dos niñas en una tienda de muñecas, en la que contrasta su inteligencia con la torpeza del dueño de la tienda.
Además de las obras individuales publicó numerosos artículos en La Moda Elegante (Madrid), La Regeneración (Jaén); El Pueblo Católico (Jaén); Feminal (Barcelona) y Mundo Gráfico (Madrid). En todos ellos colaboró con artículos, poemas e incluso canciones, como en el número de Feminal del 23 de febrero de 1908, en el que publicó la letra y música de una composición titulada Crepuscular.
Participó además en obras colectivas con autores como Alfredo Cabazán, Poetas y poesías, y un artículo para la obra El divorcio en España de Carmen de Burgos.

## Obras
- 1903. Páginas sueltas;
- 1905. Álbum musical de Canciones Escolares;
- 1907. Entre mis muros. De mi hogar y de mi vida (poesías);
- 1909. Romance descriptivo de la Romería anual al Santuario de la Virgen de la Cabeza;
- 1910. Mis distracs (poesías);
- 1910-1917. Teatro para niños, 6 vols. en colaboración con Carolina de Soto y Corro;
- 1911. El ensayo general, apropósito del santo de la madre;
- 1912. A través de mis lentes;
- 1912. Pasado, presente y futuro;.
- 1914. Niños y flores;
- 1914. Los pícaros intereses;
- 1915. De mis recuerdos. Apuntes del libro de una vida;
- 1916. La Cruz Roja Española;
- 1917. Los caprichos o Las tres apariciones;
- 1917. Domésticas..., sin domesticar;
- 1917. Muñecos y muñecas o Las niñas en el bazar;
- 1917. ¡Qué cosas tienes, Benita!;
- 1917. La voz de la Gratitud o Doña Pereza en acción;
- 1920. Impresiones del veraneo en El Escorial. Tipos, costumbres y paisajes;
- 1920. La caja dotal.

Además sin fecha ni datos de edición: De mi sano humorismo; La insurrección de la huerta; El encuentro; El capitán Veneno; Los barquilleros y Cuadro militar.